# Tiago Ilori
Tiago Abiola Delfim Almeida Ilori (Londres, Inglaterra, 2 de junio de 1993) es un futbolista portugués que juega como defensor y milita en el F. C. Dila Gori de la Erovnuli Liga.

## Trayectoria

### Sporting
Nacido en Londres, Inglaterra, hijo de un padre nigeriano y una madre portuguesa, Ilori se unió a las categorías inferiores del Sporting en el verano de 2006 como delantero procedente del Imortal DC. Para la temporada 2007-08 a los 14 años de edad, fue cedido desde Sporting hacia Estoril Praia, volviendo al Sporting luego de tres años y ya reconvertido en un defensor tapón
El 6 de noviembre de 2011, Ilori hizo su debut oficial con los leones en el primer equipo, jugando los 90 minutos en una victoria 3-1 en casa contra la U. D. Leiria en el partido por la Primeira Liga. El 14 de diciembre jugó su primer partido en la Liga Europa de la UEFA, contra S. S. Lazio en un partido por la fase de grupos en la temporada 2011-12, partido que tuvo una derrota de 0 -2 en el Stadio Olimpico, ya que su equipo ya se había asegurado el primer lugar en su grupo.
En solo su cuarta aparición oficial para el Sporting, el 16 de febrero de 2013 ante el Gil Vicente, Ilori nuevamente jugó todo el partido, y ayudó en la victoria de 3-2 al anotar el segundo gol de su equipo en el minuto seis.

### Liverpool
El 2 de septiembre de 2013, Ilori fue firmado por el Liverpool F. C. por un precio de 7 000 000£. También se anunció que en la FA estaban en conversaciones con el jugador para realizar el cambio de nacionalidad y representar internacionalmente a la selección de fútbol de Inglaterra. 
El 5 de enero de 2014 Ilori fue convocado por primera vez con los reds, en un partido de FA Cup contra el Oldham Athletic.

#### Cesión al Granada
El 20 de enero de 2014, el Liverpool anunció que Ilori sería cedido al Granada Club de Fútbol hasta el final de la temporada 2013-14

## Clubes
| Club                                | País       | Año       | Partidos | Goles |
| ----------------------------------- | ---------- | --------- | -------- | ----- |
| Sporting C. P. "B"                  | Portugal   | 2011-2013 | 20       | 0     |
| Sporting C. P.                      | Portugal   | 2011-2013 | 14       | 1     |
| Liverpool F. C.                     | Inglaterra | 2013-2017 | 3        | 0     |
| Granada C. F. (cedido)              | España     | 2014      | 9        | 0     |
| F. C. Girondins de Burdeos (cedido) | Francia    | 2014-2015 | 15       | 1     |
| Aston Villa F. C. (cedido)          | Inglaterra | 2015      | 0        | 0     |
| Reading F. C.                       | Inglaterra | 2017-2019 | 64       | 1     |
| Sporting C. P.                      | Portugal   | 2019-2023 | 24       | 0     |
| F. C. Lorient (cedido)              | Francia    | 2021      | 0        | 0     |
| Boavista F. C. (cedido)             | Portugal   | 2021-2022 | 12       | 1     |
| F. C. Paços de Ferreira (cedido)    | Portugal   | 2022-2023 | 4        | 0     |
| C. F. Os Belenenses                 | Portugal   | 2024      | 8        | 0     |
| F. C. Dila Gori                     | Georgia    | 2025-     |          |       |

## Palmarés

### Títulos nacionales
| Título           | Club           | País     | Año  |
| ---------------- | -------------- | -------- | ---- |
| Copa de Portugal | Sporting C. P. | Portugal | 2019 |